# Ciparisia

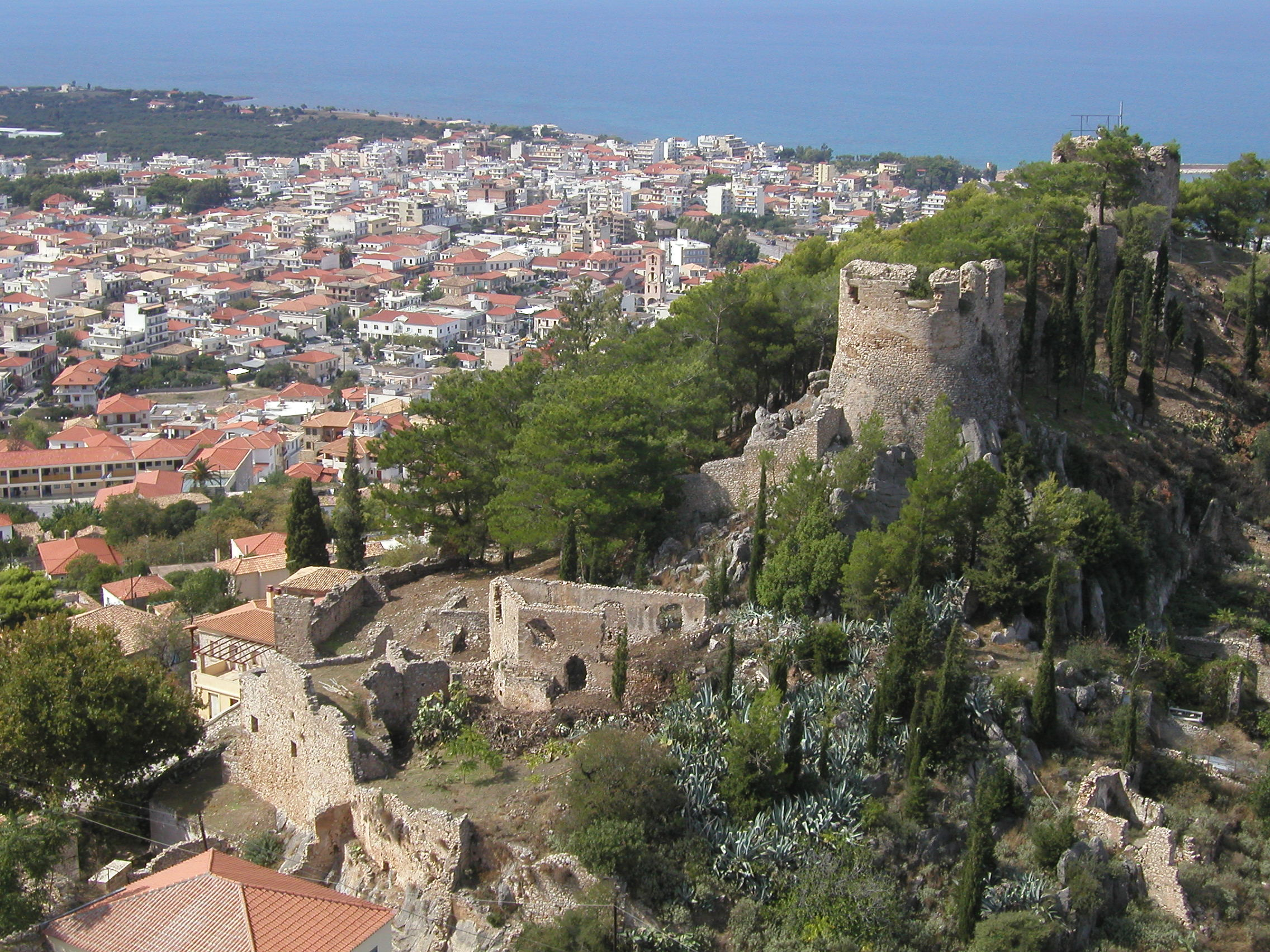
Vista de la ciudad de Ciparisia.

Mapa del sur del Peloponeso. La ciudad de Ciparisia se encontraba en la costa occidental de Mesenia.

Ciparisia (en griego: Κυπαρισσία) o Ciparesente es una ciudad y un antiguo municipio de Grecia localizado en el noroeste de la unidad periférica de Mesenia, en la periferia de Peloponeso. Desde la reforma del gobierno local de 2011 es parte del municipio de Trifilia, del que es sede y una unidad municipal. La ciudad propiamente dicha tiene alrededor de 5.100 habitantes. La ciudad se encuentra a orillas del homónimo golfo de Ciparisia, en la costa occidental de la península del Peloponeso, en aguas del mar Jónico.

## Historia
Se identifica con la población que en la Edad Media tenía el nombre de Arkadia y que en la  Antigua Grecia se llamaba también Ciparisia, una antigua ciudad de Mesenia, que fue mencionada por Homero en el catálogo de las naves de la Ilíada, donde formaba parte de los territorios que gobernaba Néstor. El nombre de la ciudad aparece también en tablillas micénicas en lineal B bajo la forma Ku-pa-ri-so.
Estrabón comenta que había una ciudad llamada Ciparesente en Macistia  y otra ciudad llamada Ciparisia en Mesenia, pero los investigadores actuales suelen considerar que ambas eran la misma ciudad y que la confusión es debida a un cambio de fronteras entre Élide y Mesenia. Estaba en la costa del norte de Mesenia o del sur de Trifilia y 5 km al norte pasaba un río llamado Ciparesente, llamado actualmente Peristeri Potamós.
Pausanias la sitúa cerca del río Neda que marcaba la frontera entre Mesenia y Élide y describe que allí se encontraba una fuente llamada Dionisiada porque según una tradición, brotó cuando Dioniso golpeó la tierra con el tirso. También había un santuario de Apolo y de Atenea Ciparisia, así como un templo de Asclepio Aulonio en un lugar que llamaban Aulón.